# Budrus
Budrus (àrab: بٌدرُس, Budrus) és una vila palestina en la governació de Ramal·lah i al-Bireh, al centre de Cisjordània, situada 31 kilòmetres al nord-oest de Ramal·lah. Segons l'Oficina Central d'Estadístiques de Palestina (PCBS), tenia 1.790 habitants en 2016.

## Història
Budrus és la forma àrab de Pere i en l'antiguitat el poble era conegut com a Patris. El lloc de la ciutat moderna està just a l'est de la línia d'armistici de 1949, mentre que l'antiga ciutat era probablement a 2 quilòmetres de distància de Khirbet Budrus, al costat oest de la línia. Fou esmentat al Tosefta jueu (Demai 1) com a inclòs al límit de les muntanyes del sud de Judea.
S'hi ha trobat restes arqueològiques del període hel·lenístic i romà d'Orient.

### Època otomana
En 1596 Budrus apareix als registres fiscals otomans com a part de la nàhiya de Ramla al liwà de Gaza. Tenia una població de 46 llars musulmanes i pagava impostos sobre blat, ordi, olives o collites d'estiu, cabres o ruscs i una premsa per a olives o grapes; un total de 3.608 Akçe. El 7/24 dels ingressos revertien al Waqf.
En 1838 Budrus comptava com una vila musulmana del districte de Gaza, assenyalada des de la torre de Ramleh.
Una llista oficial de pobles otomans del 1870 va mostrar que Ebdus tenia un total de 28 cases i una població de 93, tot i que el recompte de població només incloïa homes. També va assenyalar que estava ubicat entre Qibya i Ni'lin.
En 1882 el Survey of Western Palestine del Fons per a l'Exploració de Palestina va descriure Budrus com «un petit poble, amb oliveres i cisternes. Té prop seu dos llocs sagrats (maqam s), i un cementiri prop d'un (Imam 'Aly) a l'oest.»

### Època del Mandat Britànic
En el cens de Palestina de 1922, organitzat per les autoritats del Mandat Britànic, la població de Budrus era de 334 musulmans, incrementats en el cens de 1931 a 430 musulmans en un total de 98 cases.
En 1945 la població era de 510 musulmans, mentre que l'àrea total de terra era de 7.935 dúnams, segons una enquesta oficial de terra i població. D'aquests 636 dúnams eren plantacions o terra de rec, 2,412 eren parcel·les per a cereals, mentre 18 dúnams eren sòl edificat.

### Després de 1948
En la vespra de guerra araboisraeliana de 1948, i després dels acords d'armistici araboisraelians de 1949, Budrus fou ocupada pel regne haixemita de Jordània. Després de la Guerra dels Sis Dies de 1967 va romandre sota l'ocupació israeliana.

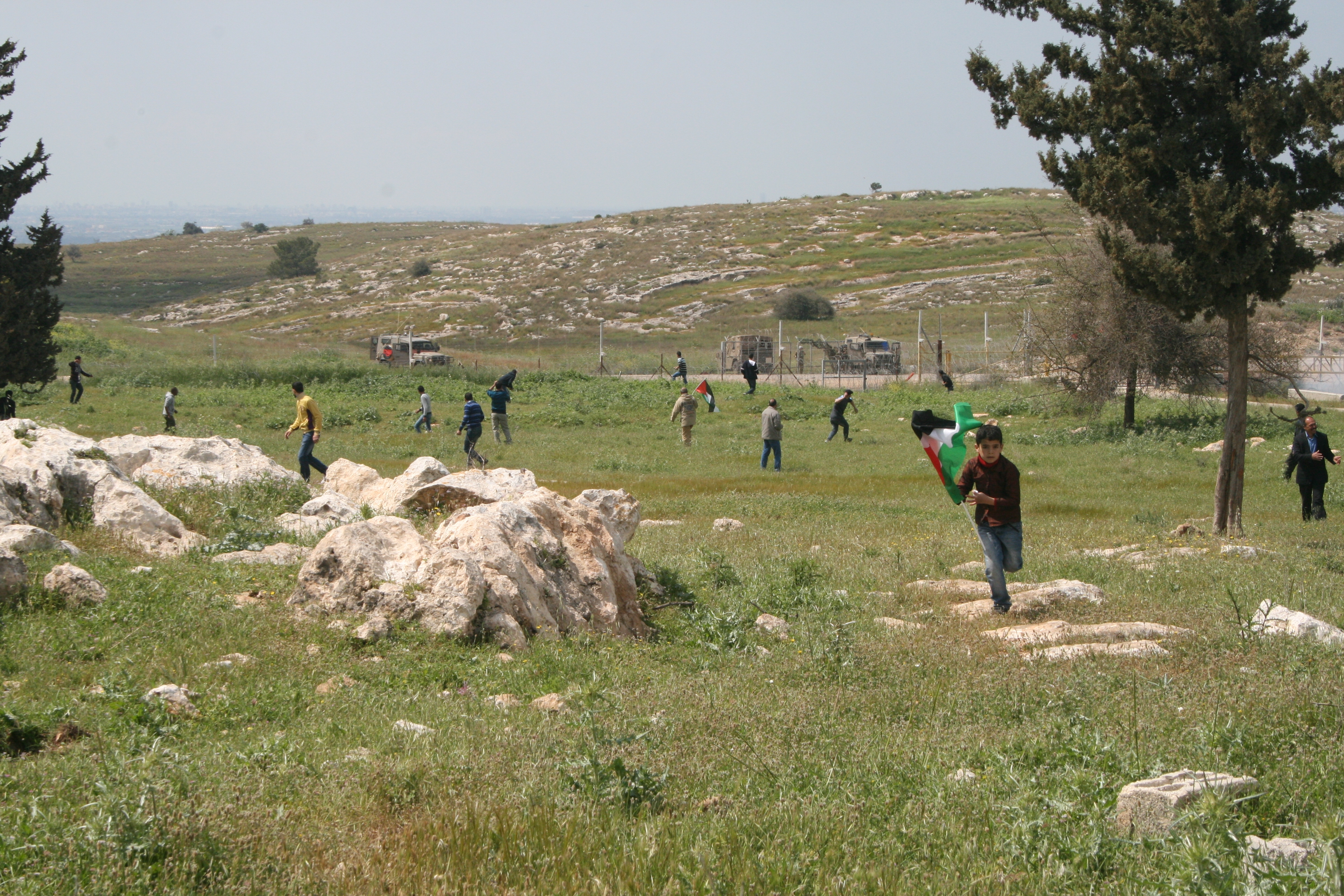
Protesta del dia de la terra a Budrus, març 2012

Budrus està flanquejada a l'oest i al nord pel Mur de Cisjordània i ha estat el lloc regular de protestes contra ell des de 2003.
Un nen del poble, Samir Awad, de 16 anys, va ser assassinat el febrer del 2013 a prop del Mur, on segons sembla, hi havia anat amb amics per tirar pedres als soldats. Segons una investigació de B'tselem, li van disparar mentre fugia, un cop a la cama, i després, mentre intentava fugir, un altre cop a l'esquena i al cap. Una investigació militar va fer una conclusió preliminar que els soldats havien disparat en contravenció de les normes de foc obert. La casa de la seva família va ser posteriorment assaltada amb magranes de concussió, ferint diversos membres, mentre un altre fill, Abed, va ser arrestat i portat a un destí desconegut.